# Liste des baillis de Mâcon
 (décembre 2022).
Cet article en rapport avec le bailliage de Mâcon présente une liste des baillis royaux et ducaux de la ville de Mâcon, depuis le règne de saint Louis jusqu'à la Révolution.

## Repères historiques
- Lorsqu'en 1239, Jean de Braine, sans postérité, vend son comté de Mâcon à Saint-Louis avant de partir pour une croisade dont il ne reviendra pas, le roi transfère le bailliage de Saint-Gengoux à Mâcon d'où il surveille Lyon, alors ville d'Empire. Le bailli, installé dans le château comtal, sera l'un des principaux instruments de l'expansion du royaume capétien vers le sud-est, notamment l'annexion de Lyon en 1312. Les baillis de Mâcon prennent alors aussi la charge de sénéchal de Lyon, qu'ils conserveront jusqu'en 1417.
- Durant la période d'annexion du Mâconnais au duché de Bourgogne, les baillis seront nommés par les ducs. En 1434, alors que le château de la roche de Solutré était devenu un centre de « routiers » (appelés à l'époque les écorcheurs), le bailli de Mâcon fut chargé de sa destruction par le duc de Bourgogne, ce qui fut fait en janvier 1435.
- Le plus illustre bailli de Mâcon est sans doute Philibert de La Guiche, qui réussit, au temps des guerres de religion, à empêcher le massacre de nombreux protestants de Mâcon en les faisant simplement emprisonner. À la même époque, vers 1563, le bailliage fut transféré à Prissé en raison de l'épidémie de peste qui sévissait à Mâcon, une rue de la ville porte son nom.
- Antoine Desbois et ses descendants portent le titre de grand bailli d'épée du Mâconnais

## Toponymie
Différents lieux rappellent l'existence de ces personnages. Citons, à Mâcon même:
- La rue Philibert-Laguiche, en souvenir de l'acte de tolérance cité plus haut
- La maison du Bailli, au centre-ville, ensemble formé de trois corps de bâtiments et un escalier à vis hors œuvre, datant des XVIe et XVIIe siècles.
- Le plateau de la Baille, qui domine la Saône et qui est aussi le lieu d'implantation du premier noyau urbain (on y trouve la place de la Baille)

## Chronologie des baillis de Mâcon
Furent successivement placés à la tête du bailliage de Mâcon : 
| Identité                                 | Né        | Mandat                     | †                                      |
| ---------------------------------------- | --------- | -------------------------- | -------------------------------------- |
| Guy Chevrier                             |           | 1241 - 1244                | 1244 assassiné par Alard de Montbellet |
| Robert de Sans-Avoir                     |           | cité en 1272, 1277 et 1284 |                                        |
| Philippe II, seigneur de Chauvirey       |           | vers 1314                  |                                        |
| Pierre de Saint-Laurent                  |           | vers 1327                  |                                        |
| Philippe de Chaveyrieu                   |           | vers 1332                  |                                        |
| Robert de Bonnay                         |           | nommé le 27 sept. 1413     | 1415 lors de la bataille d'Azincourt   |
| Philippon de Bonnay                      |           | vers 1417                  |                                        |
| Gérard de La Guiche                      |           | nommé en 1419              |                                        |
| Jean de Châteaumorand                    | 1352      |                            | 1429                                   |
| Imbert, seigneur de Groslée              | vers 1400 | vers 1430                  |                                        |
| Antoine de Toulongeon                    |           |                            | 1432                                   |
| Jean de Damas                            |           | nommé le 20 janv. 1446     |                                        |
| Louis de Chantemerle et de la Clayette   |           | vers 1463                  |                                        |
| Claude de La Guiche (fils de Gérard)     |           | vers 1470                  |                                        |
| Tanneguy de Joyeuse                      | 1420      |                            | 1480                                   |
| Jean II de La Roche-Aymon                | 1441      | vers 1489                  | 1511                                   |
| Henri Bohier (ou Boyer)                  |           | début XVIe siècle          |                                        |
| Hardy de Jaucourt, seigneur de Vault     |           | vers 1520                  |                                        |
| Pierre de La Guiche (fils de Claude)     | 1464      |                            | 1544                                   |
| Gabriel de La Guiche (fils de Pierre)    | 1497      | 1544                       | 1559                                   |
| Philibert de La Guiche (fils de Gabriel) |           | vers 1567                  | 1573                                   |
| Philibert de Paffy                       |           | 1574                       |                                        |
| Charles de Busseul Saint-Sernin          |           | 1579                       | 1587                                   |
| Pierre de Dormy                          |           | 1595, 1597, 1599, 1600     |                                        |
| Ponthus de Cibérans                      |           | 1618                       |                                        |
| Charles de Saulx                         |           | 1626                       | 1629                                   |
| Claude-François de Saulx                 |           | 1629                       | ?                                      |
| Pierre de Bessac                         |           | 1646                       | ?                                      |
| Jean de Bellecombe                       |           | 1669                       | au moins 1688                          |
| Antoine Desbois                          |           | au moins 1695              | 1734                                   |
| Pierre-Salomon Desbois                   |           | 1735                       | 1753                                   |
| Pierre-Salomon-Antoine Desbois           |           | 1754                       | 1789                                   |